# Głownia ziemniaka

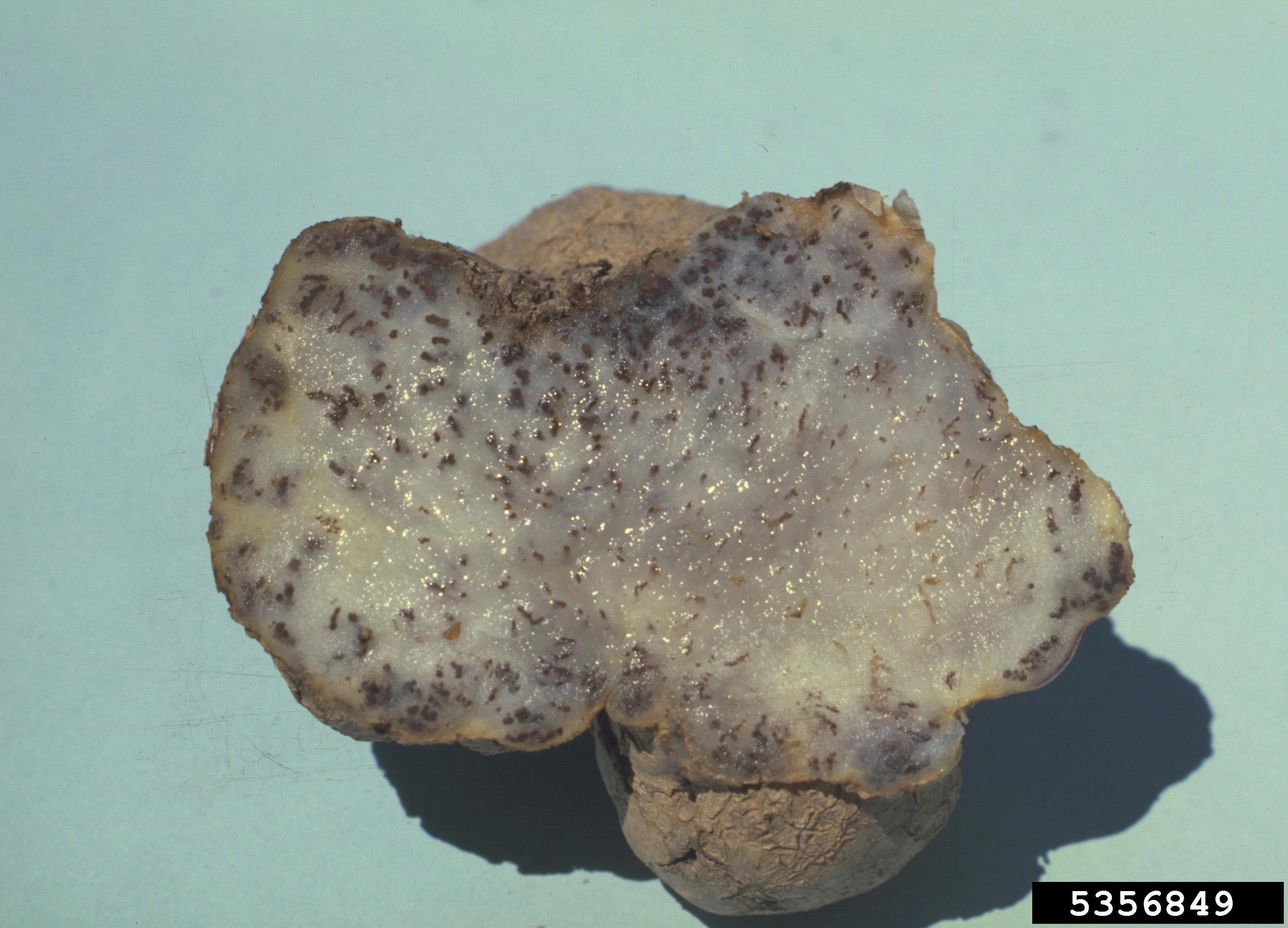
Ziemniak porażony przez głownię ziemniaka

Głownia ziemniaka (ang. smut of potato, thecaphora smut of potato) – grzybowa choroba ziemniaka wywołana przez mikroskopijnego grzyba Thecaphora solani.

## Występowanie i objawy
W 2018 roku choroba ta występowała w Boliwii, Chile, Kolumbii, Ekwadorze, Meksyku, Panamie, Peru i Wenezueli. Nie wiadomo, czy występuje w Europie, stanowi jednak potencjalne zagrożenie. Powoduje tworzenie się galasów na bulwach ziemniaka, rozłogach i podziemnych częściach łodyg, zmniejszając plon i uniemożliwiając sprzedaż bulw. Wprowadzenie agrofaga do UE może potencjalnie mieć wpływ na produkcję ziemniaków. Dostępność żywicieli i dopasowanie klimatu sugerują, że patogen ten może zadomowić się w niektórych częściach Europy i rozprzestrzeniać się dalej. Z tego powodu Thecaphora solani znalazł się na liście organizmów kwarantannowych Unii Europejskiej.